# Gelehrtenschule
Als Gelehrtenschule bezeichnete man eine höhere Schule, die seit der Reformation der voruniversitären Ausbildung diente.

## Reformationszeit
Gelehrtenschulen waren höhere Schulen in protestantischen Gebieten, die seit der Zeit der Reformation entweder durch eine Stadt oder einen Landesherrn getragen wurden. In seiner Schrift An den christlichen Adel deutscher Nation von des christlichen Standes Besserung hatte Martin Luther 1520 gefordert, die weltliche Obrigkeit habe sich des Schulwesens in besonderem Maße anzunehmen. In der Folge entstanden, insbesondere nach der Aufhebung der meisten Klöster in reformierten Territorialstaaten, weltliche Landesschulen im voruniversitären Bereich und Hohe Schulen als quasiuniversitäre Hochschulen. Die Gelehrtenschulen hatten die Aufgabe, auf das Universitätsstudium vorzubereiten, und waren den akademischen Gymnasien eng verwandt. Der Lehrplan umfasste deshalb immer auch die klassischen Sprachen Latein und Griechisch. Die anderen Fächer waren meist Geisteswissenschaften und Mathematik. Der Protestantismus und der Renaissance-Humanismus prägten das Profil der Gelehrtenschulen.

„Es dürfen die Knaben, die ohnehin sich noch nicht sobald für irgendein besonderes Fach bestimmen sollen, nicht von Anfang an in Spezialschulen unterrichtet werden. Mehrere Stände der Gesellschaft bedürfen denselben gemeinschaftlichen Grad allgemein intellektueller Bildung. Diesen sollen sie an Schulen gewinnen, welche man von ihrer Bestimmung, allgemein intellektuelle Bildung hervorzubringen, im Gegensatz  gegen die zu bestimmten Fächern vorbereitenden, füglich Generalschulen nennen könnte. Nun lassen sich die Stände der Gesellschaft im allgemeinen in solche teilen, deren Hauptzweck Bildung des Geistes und in solche, deren Hauptzweck Erwerb ist (die liberales vel ingenui und mercenarii der Alten). Die ersteren bezeichnet der Name Gelehrte im weitesten Sinne, wozu auch höhere Künstler zu rechnen sind, und da deren Bildung die höchste wenigstens sein soll, so muß auch als letzter und höchster Zweck der Generalschulen angenommen werden, zu der denselben nötigen allgemein intellektuellen Kultur zu führen, da sie zu den Spezialschulen ihres Faches, den Universitäten und Kunstschulen vorbereitet. Inwiefern sie diesen Zweck haben, sind sie ‚Gelehrteschulen‘.“

Bedeutende Gelehrtenschulen entstanden unter anderem in Marburg (unmittelbar an die Universität angeschlossen), in Cassel, Korbach und Brandenburg an der Havel (Neustädtische Gelehrtenschule). Die norddeutschen Kirchenordnungen von Johannes Bugenhagen führten jeweils zur Einrichtung von Gelehrtenschulen, so zur Hamburger Gelehrtenschule des Johanneums (1528) und zum Katharineum zu Lübeck (1531). Die traditionelle Bezeichnung führen heute die Gelehrtenschule des Johanneums, die Kieler Gelehrtenschule, die Lauenburgische Gelehrtenschule und die Meldorfer Gelehrtenschule.

## Jüdische Gelehrtenschulen
Im jüdischen Zusammenhang bezeichnet man mit Gelehrtenschulen die Ausbildungsstätten zum Studium des Talmuds, die zugleich als Gerichte dienten, z. B. die Schule in Jawne. Seit dem Mittelalter lautet die Bezeichnung für die Talmudschulen Jeschiwa.